# Los 10+ Pedidos
Los 10+ Pedidos (I 10 più richiesti) è stata la versione latino americana di Total Request Live. Il programma (in onda su MTV) trasmetteva i 10 video più votati dal pubblico della trasmissione.
Era una delle trasmissioni più seguite dal canale. All'inizio trasmetteva solo per un'ora. Alla fine del 2005 decise di estendersi per un'ora e mezza. Ha chiuso definitivamente i battenti nel 2011.

## VJ's di México
Los 10+ Pedidos ha avuto molti VJ durante il tempo che si sono succeduti. Questi quelli che trasmettevano dal Messico:
| Prima                    | Sostituito da                    |
| ------------------------ | -------------------------------- |
| Gonzalo Morales          | Gabriel Ramos Villalpando (Gabo) |
| Edith Serrano            | Ilana Sod                        |
| Arturo Hernandez         | Habacuc Guzman                   |
| Carmen Arce              | Jazz                             |
| Eduardo "Pocas" Peñafiel |                                  |

## VJ's di Argentina
| Prima                | Sostituito da   |
| -------------------- | --------------- |
| Nicolás Artusi       | Alex Lacroise   |
| Cecilia Peckaitis    | Ruth Infarinato |
| Gerónimo Santángello | Leandro O'Brien |
| Maria José Carbone   | Berta Muñiz     |